# Amritsar (Distrikt)
Der Distrikt Amritsar (Panjabi ਅੰਮ੍ਰਿਤਸਰ ਜ਼ਿਲ੍ਹਾ) ist ein Distrikt im nordindischen Bundesstaat Punjab. Verwaltungssitz ist die Stadt Amritsar. Er ist der zweitbevölkerungsreichste Distrikt im Bundesstaat.

## Geschichte
Während der britischen Herrschaft über Indien war Amritsar Teil der Division Lahore und wurde administrativ in 3 Bereiche unterteilt, nämlich Amritsar, Ajnala und Tarn Taran. Im Rahmen der Teilung Indiens wurde der Bezirk Amritsar 1947 vom Rest der Division getrennt und an Indien vergeben. Einige Teile der Division Lahore wie Patti und Khem Karan fielen aufgrund der Teilung an den Amritsar-Distrikt. Während der Teilungsperiode floh die muslimische Bevölkerung des Distrikts (etwa 30 %) nach Pakistan, während Hindus und Sikhs aus dem Westpunjab im neu geschaffenen Pakistan in die entgegengesetzte Richtung wanderten.

## Bevölkerung
Die Einwohnerzahl lag nach dem Zensus 2011 bei 2.490.656. Die Bevölkerungswachstumsrate im Zeitraum von 2001 bis 2011 betrug 15,47 %. Der Distrikt hatte ein Geschlechterverhältnis von 922 Frauen pro 1000 Männer und damit einen für Indien häufigen Männerüberschuss. Die Alphabetisierungsrate lag bei 76,27 %, eine Steigerung um knapp 6 Prozentpunkten gegenüber dem Jahr 2001. Die Alphabetisierung lag damit über dem nationalen Durchschnitt. Knapp 68,9 % der Bevölkerung waren Sikhs, 27,7 % Hindus, 2,2 % Christen, 0,5 % Muslime, 0,1 % Jainas und 0,4 % gaben keine Religionszugehörigkeit an.
Knapp 53,6 % der Bevölkerung lebten in Städten. Die größte Stadt war Amritsar mit 1.132.383 Einwohnern.

## Wirtschaft
Der Distrikt ist ein regionales Wirtschaftszentrum in Punjab.